# 王昭明 (民國)
王昭明（1920年8月5日—2015年2月9日），生於福建晉江，中華民國技術官僚及政治人物，曾擔任經濟部政務次長、行政院祕書長、國策顧問等職務，也曾擔任《中國時報》、《工商時報》主筆多年，有「福州才子」之稱。

## 生平
王昭明出生於福建晉江、成長於福建福州
對日抗戰期間，因戰亂而中斷學業，考取中華民國財政部福建印花菸酒稅局，分發至南平分局擔任助理稅務員。1949年，隨國民政府撤退來台灣後，曾任尹仲容機要秘書，後成為李國鼎下屬，歷任美援會、經合會等單位。公餘時間繼續進修，1952年，畢業於東吳大學法律系。
1965年至1969年間，李國鼎出任經濟部長時，擔任經濟部主任秘書。1969年至1972年任财政部主任秘书。1972～1975年任台北市政府财政局局长。1975～1978年任财政部关务署长，1978～1981年任經濟部常务次长。
1981年，趙耀東出任經濟部長，王昭明擔任經濟部政務次長。1982年起，任資策會董事長。1984年，趙耀東轉任經建會主委，王昭明任副主委。1988年，趙耀東卸任，王昭明於1988年至1989年間，轉任台灣電力公司董事長。1989年至1993年間，在李煥內閣與郝柏村內閣時期，出任行政院秘書長。
1993年，連戰內閣組成，王昭明轉任行政院政務委員，工作重心轉向資策會。1996年，連戰內閣改組，王昭明卸任政務委員。2000年，卸任資策會董事長。
2015年2月9日辭世，享壽94歲。

## 著作
- 王昭明. . 時報文化出版企業有限公司. 1995-01-01  [2016-12-27]. ISBN 9789571317250. （原始内容存档于2016-12-27） （中文（臺灣））.